# Danny Pudi
Daniel Mark Pudi (Chicago, 1979. március 10. –) amerikai színész, komikus, producer és rendező. 
Abed Nadir szerepében ismert a Balfékek (2009–2015) című vígjátéksorozatból.

## Fiatalkora és családja
1979. március 10-én született Chicagóban, Teresa programozó/elemző, valamint a néhai Abraham L. Pudi fiaként. Szülei az Amerikai Egyesült Államokba emigráltak, ahol amerikai állampolgárságot szereztek. Édesanyja a lengyel Pokośno faluból származik, apja pedig az indiai Poduru faluból származott, egy telugu keresztény családból. Édesanyjával és nagymamájával nőtt fel.
Chicago déli részén nőtt fel Adam nevű bátyjával és Katherine nevű nővérével, azonban a Niles nevű kisvárosban található Notre Dame College Prep-ben tanult. 2013-ban ő tartotta a Notre Dame College Prep ünnepi beszédét.
Pudi táncművészetet tanult Chicagóban.

## Magánélete
Bridget Showalter férje. A Marquette Egyetemen ismerték meg egymást, amikor elsőéves éveikben itt tanultak. Az ikreik, James Timothy és Fiona Leigh 2012 januárjában születtek. Pudi futóként több maratont sikeresen teljesített.
2014-ben vett egy házat Pasadenában.

## Filmográfia

### Film

#### Nagyjátékfilm
| Év   | Magyar cím                                      | Eredeti cím                                | Szerep                           | Magyar hang   |
| ---- | ----------------------------------------------- | ------------------------------------------ | -------------------------------- | ------------- |
| 2009 | Cool túra 2. – A sörpingpong                    | Road Trip: Beer Pong                       | Arash                            | Csőre Gábor   |
| 2011 |                                                 | Fully Loaded                               | Danny                            |               |
| 2011 | Megint Pirosszka! – Ellenrossz a rossz ellen    | Hoodwinked Too! Hood vs. Evil              | Little Boy Blue (hangja)         |               |
| 2012 | Szekatúra                                       | The Guilt Trip                             | Sanjay (stáblistán nem szerepel) |               |
| 2012 |                                                 | Flatland 2: Sphereland                     | Puncto (hangja)                  |               |
| 2013 | A másik csaj                                    | The Pretty One                             | Dr. Rao                          | Kossuth Gábor |
| 2013 | Vijay és én                                     | Vijay and I                                | Rad                              |               |
| 2013 |                                                 | The Knights of Badassdom                   | Lando                            |               |
| 2014 | Amerika Kapitány: A tél katonája                | Captain America: The Winter Soldier        | technikus (cameo)                |               |
| 2015 | Az utaskísérő – Senkit nem hagy kielégítetlenül | Larry Gaye: Renegade Male Flight Attendant | Nathan Vignes                    | Fekete Zoltán |
| 2016 |                                                 | The Tiger Hunter                           | Sami Malik                       |               |
| 2016 | Star Trek: Mindenen túl                         | Star Trek Beyond                           | Fi'Ja (cameo)                    |               |
| 2016 |                                                 | After the Sun Fell                         | Adam                             |               |
| 2017 | Hupikék törpikék – Az elveszett falu            | Smurfs: The Lost Village                   | Okoska (hangja)                  | Kovács Lehel  |
| 2018 |                                                 | Good Girls Get High                        | Mr. D                            |               |
| 2019 |                                                 | Babysplitters                              | Jeff Penaras                     |               |
| 2020 | A vita                                          | The Argument                               | Brett                            |               |
| 2021 | Flora és Odüsszeusz                             | Flora & Ulysses                            | Miller                           |               |
| 2022 | A sarki iroda                                   | Corner Office                              | Rakesh                           | Hamvas Dániel |
| 2022 | Álmom egy otthon                                | American Dreamer                           | Craig                            | Hamvas Dániel |
| 2023 | Ismerős a múltból                               | Somebody I Used to Know                    | Benny                            | Jéger Zsombor |

#### Rövidfilm
| Év   | Cím                                     | Szerep            | Megjegyzések                            |
| ---- | --------------------------------------- | ----------------- | --------------------------------------- |
| 2007 | Cop Show                                | Saffa             |                                         |
| 2009 | Nilam Auntie: An International Treasure | Melvin            |                                         |
| 2010 | Blowout Sale                            | Glen              | forgatókönyvíró                         |
| 2011 | Where the Magic Happens                 | ismeretlen szerep | forgatókönyvíró                         |
| 2012 | Leader of the Pack                      | Doug              |                                         |
| 2014 | Untucked                                | nem szerepel      | dokumentumfilm rendező, producer és író |
| 2016 | Taken to the Cleaner                    | Billy             |                                         |
| 2018 | Lost Wallet                             | nem szerepel      | rendező                                 |
| 2020 | Coffee Shop Names                       | Deepak            |                                         |

## Fordítás
- Ez a szócikk részben vagy egészben  a   Danny Pudi című angol Wikipédia-szócikk ezen változatának fordításán alapul.  Az eredeti cikk szerkesztőit annak laptörténete sorolja fel. Ez a jelzés csupán a megfogalmazás eredetét és a szerzői jogokat jelzi, nem szolgál a cikkben szereplő információk forrásmegjelöléseként.